# 越南人名
越南人名屬於東亞式命名顺序，为姓前名後，與漢名有相似的結構。但越南人除了姓與個人名，還有墊字、輩字，統稱為「墊名」（即中間名），全名的次序為「姓、墊字、輩字、個人名」。除姓與個人名外，並非所有越南人都兼備人名所有部份，有些只有墊字，有些有輩字，也有些完全沒有任何中間名。亦有些越南人有多個不同結構的姓名，如有時把墊字省略。

## 墊名
墊名為越南人名中置於姓後的字，它往往介於姓和個人名之間，具有區分性別和聯宗續譜的作用。
越南女性最常見用的垫名是「氏」（Thị），例如「阮氏紅」，其次有「妙」（Diệu）、「女」（Nữ）、「玉」（Ngọc）等；男性則以「文」（Văn）為多數，例如「阮文張」、「阮文誠」，其次有「公」、「伯」、「明」。墊名有時會省略，如阮文惠又稱阮惠。女性在華人媒體或華人社會也常省略「氏」字，如潘氏金福常被稱為潘金福，於台灣、香港等地居留的越南女性於當地身份證上登記的中文姓名也常會省略「氏」字。
越南男性使用垫名還有區別宗族的功能。因為同姓的人未必是同一宗族，於是在姓與名之間使用不同的墊名以作區別，後黎朝後期歷代君主及宗室均以「維」作為墊名。亦有以個人名的偏旁作墊名者。如鄭主歷代均之「木」偏旁的字為名。亦有兩者同時使用的，如後黎朝後期後半段時期君主及宗室除用「維」作為墊名外，他們的個人名均以「示（礻）」為偏旁。有時墊名會省略，如阮世祖阮福映又稱阮映。
在阮朝時，阮朝宮廷經常將女性的姓氏和家族墊名連稱，如嗣德帝善妃阮氏錦又作“阮廷氏錦”；同慶帝輔天純皇后阮氏嫻又作“阮有氏嫻”，佑天純皇后楊氏熟又作“楊光氏熟”；成泰帝皇貴妃阮氏媖又作“阮嘉氏媖”。

## 輩字
輩字是同一宗族中用作區別輩份的字，如阮朝皇室之輩字自阮憲祖起依次為「綿、洪、膺、寶、永、保」。但越南人極少使用辈字。

## 個人名
越南人名中，主人專屬的名（越南语：／），是較具實際意義的名字，為一般人與人之間相互辨識的依據。越南人較習慣以個人名來稱呼一個人，包括正式的場合（如為雙名則用後一個字）。例如「阮文明」（Nguyễn Văn Minh），在正式場合人們會稱之「明先生」（越南语：／），而不是「阮先生」。又例如像「吳廷琰政府」，在越南語中會稱之「琰政府」（越南语：／），而不是「吳政府」或「吳廷政府」。在美國等國的外語文獻中（尤其是敘述越南戰爭時期歷史者），提及越南人物時也常不帶姓地僅以個人名稱呼。

### 小名
在家庭、密友等亲近场合，越南人也会用他在家中兄弟姐妹中的排序来称呼一个人。在北方，最年长的子女称为「老大」（Anh/chị cả），然后是「老二」；而南方则将最年长的称为「老二」，排行第二的称为「老三」，以此类推。这个排序也可以和本人的个人名结合，如「孝老二」（Hai Hiếu）、「越老五」（Năm Việt）等。旧时部分公众人物以他们的小名为人所知，例如人民艺术家阮芳名就以他的小名「名老八」（Tám Danh）行，但如今已经渐少。

## 其他名稱
一如其他東亞地區，越南人傳統上除本身的姓名之外還有別名，包括字、號等。現代越南人已經很少有字或號。

## 越南少數民族的人名

### 埃地族
越南西原地區的埃地族使用南島語系馬來-波利尼西亞語族的語言。埃地人的姓名包括三个部分，性别前缀、名和部族名，部族名又包括主干和分支部族名两部分。如男子名Y Ngong Nie Dam（伊·恩贡·涅丹）中，Y是性别前缀，现代埃地族男子都使用这个前缀；Ngong是他的个人名，Nie Dam是他的部族名，亦即姓，Nie是主干部族，Dam是分支部族。又如女子名H'Linh Mlo Duon Du（赫·灵·姆洛敦杜）中，H’是性别前缀，即女子；Linh是她的个人名，Mlo Duon Du是她的部族名。现在受越南京族文化影响，不少埃地人的个人名使用越语字。Nie 和 Eban 是埃地族人常见的姓。
由于基督教和犹太教的影响，部分埃地基督徒会在自己的性别前缀后加上一个宗教圣人的名字，如Y-Abraham（伊-亚伯拉罕）、Y-Jeremi（伊-耶利米）、H'Rêbeka（赫-利百加）等。
女性后缀H'源于梵语的Hubaya sri devi，意为“小姐”，历史上的缩写为“Hơ-Bia”，近代直接简写为“H'”。埃地族男性在历史上有前缀丹（Dam），意为男子。现代埃地族的男性前缀Y来自于近代埃地语改革者和文化奠基者伊·朱特·赫温（Y Jut Hwing）的创造。最初Y带有宗教色彩，源自犹太教中的四字神名YHWH（耶和华），在当时被犹太教徒和基督徒使用。伊·朱特将之解释为Yàng（神灵）的缩写，意指所有埃地族人都是神的后裔，用以打破埃地族人不同宗教人群之间的隔阂。